# Уильямс, Донна
Донна Уильямс (англ. Donna Williams; 13 октября 1963 — 22 апреля 2017) — писательница, композитор, певица и скульптор из Австралии.
В своем детстве Донну не раз проверяли на слух, но врачи выяснили, что она слышала даже лучше, чем обычные люди, хотя своих родителей она игнорировала. В 1991 году ей поставили диагноз аутизм и расстройства нервной системы. Позже она написала четыре автобиографических работы о себе и своей болезни: «Никто Нигде: необыкновенная биография аутичной девочки» (издана в Великобритании в 1992 году, входила в список бестселлеров New York Times в начале 1993 года), продолжение, написанное в 1994 году — «Кто-то где-то», где рассказывается, как она стала учить других и как изменилась её жизнь после выхода первой книги, «Как цвет для слепого» и записала два музыкальных соло альбома — «Никто Нигде» и «Мутации».
На русском языке книга «Никто Нигде: необыкновенная биография аутичной девочки» была опубликована издательством Теревинф в 2013 году, многократно переиздавалась.

## Биография
Донна (в девичестве Кин) родилась в Мельбурне, в 1963 году. У неё есть два брата — старший, Джеймс, и младший, Том. ставший уличным художником. У отца Донны было биполярное расстройство, мать страдала от алкоголизма и подвергалась физическому и эмоциональному насилию. В 1965 году Донну отнесли к психотикам, также отметив у неё нарушения слуха. По её собственным воспоминаниям, она общалась с помощью жестов и предметов, хотя на самом деле слышала отлично. К девяти годам у неё было две личности, мятежная и добрая, в то же время обнаружилось, что у Донны аллергия на молоко и глютен. В 16 девушка ушла из дома и работала на фабрике. Только в 25 лет она узнала о своём настоящем диагнозе. 
Несмотря на тяжёлые сенсорные и неврологические нарушения, Донна является высокофункциональным аутистом, окончила университет Ла Троба и получила в 1990 году степень бакалавра искусств в области образования. Она стала педагогом. а затем выступала как оратор и консультат по аутизму. В 2000 году вышла замуж за Криса Сэмюэла. В 2011 году ей диагностировали рак молочной железы. 
Донна умерла от рака в 2017 году.